# Rise Against
Rise Against este o formație punk rock americană, din Chicago, Illinois, fondată în vara anului 1999. În prezent trupa e compusă din Tim McIlrath (vocal, chitară ritmică), Zach Blair (chitară solo, back vocal), Joe Principe (chitară bas, back vocal) și Brandon Barnes (baterie, percuție).
În primii 5 ani ai săi Rise Against a avut un contract cu casa de discuri independentă Fat Wreck Chords, la care a lansat două albume de studio, The Unraveling (2001) și Revolutions per Minute (2003). Ambele albume au avut un succes underground considerabil. În 2003 formația a semnat un contract cu casa de discuri majoră Geffen Records. Lansarea de debut sub acest label, Siren Song of the Counter Culture, a adus formației un succes de mainstream. Următoarele două albume, The Sufferer & the Witness și Appeal to Reason, de asemenea au fost de succes și au ajuns pe poziția #10 și poziția #3, respectiv, în topul Billboard 200. Appeal to Reason a fost urmat peste trei ani de Endgame. Toate cele patru albume lansate via Geffen au fost certificate cu platină de CRIA în Canada, iar Siren Song of the Counter Culture, The Sufferer & the Witness și Appeal to Reason au fost certificate cu aur în Statele Unite.

## Membrii formației

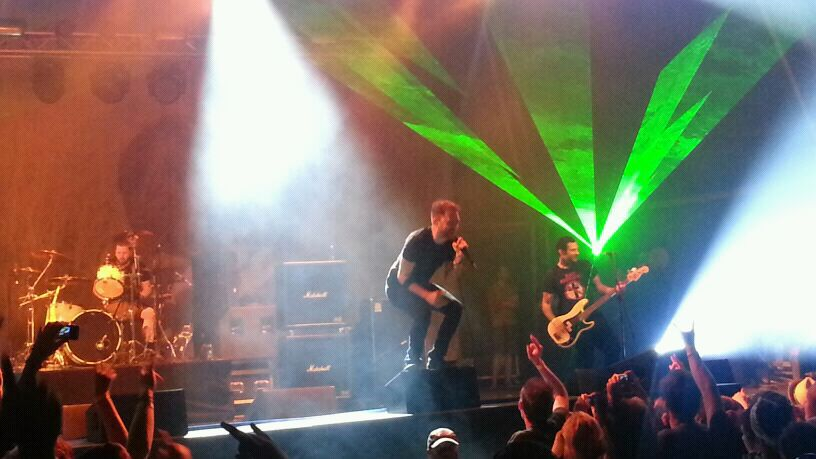
Rise Against live în Johannesburg, Africa deSud

Logoul formației

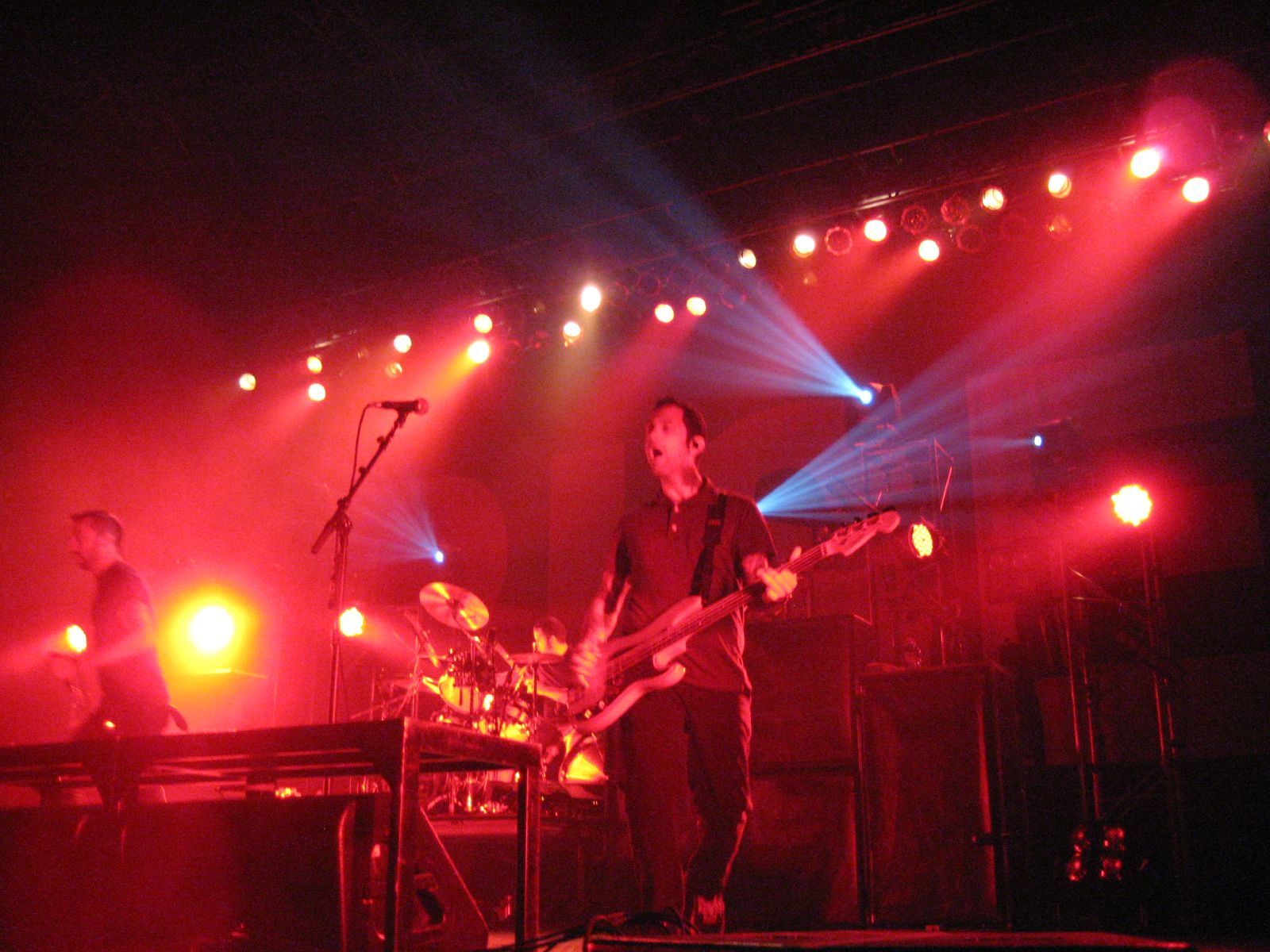
Rise Against live la San Juan Hill, New York, 14 otctombrie 2008

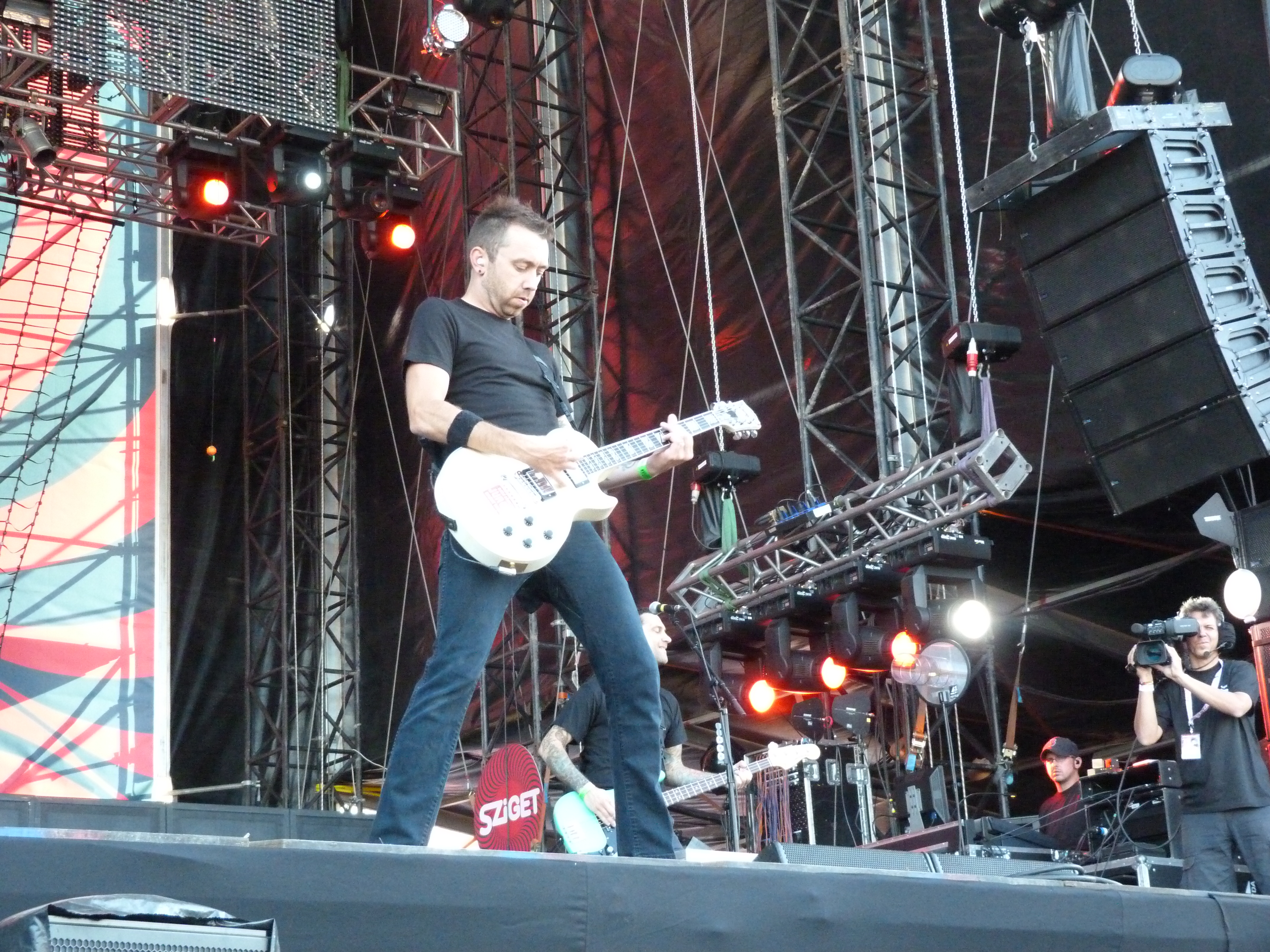
Tim McIlrath în 2011

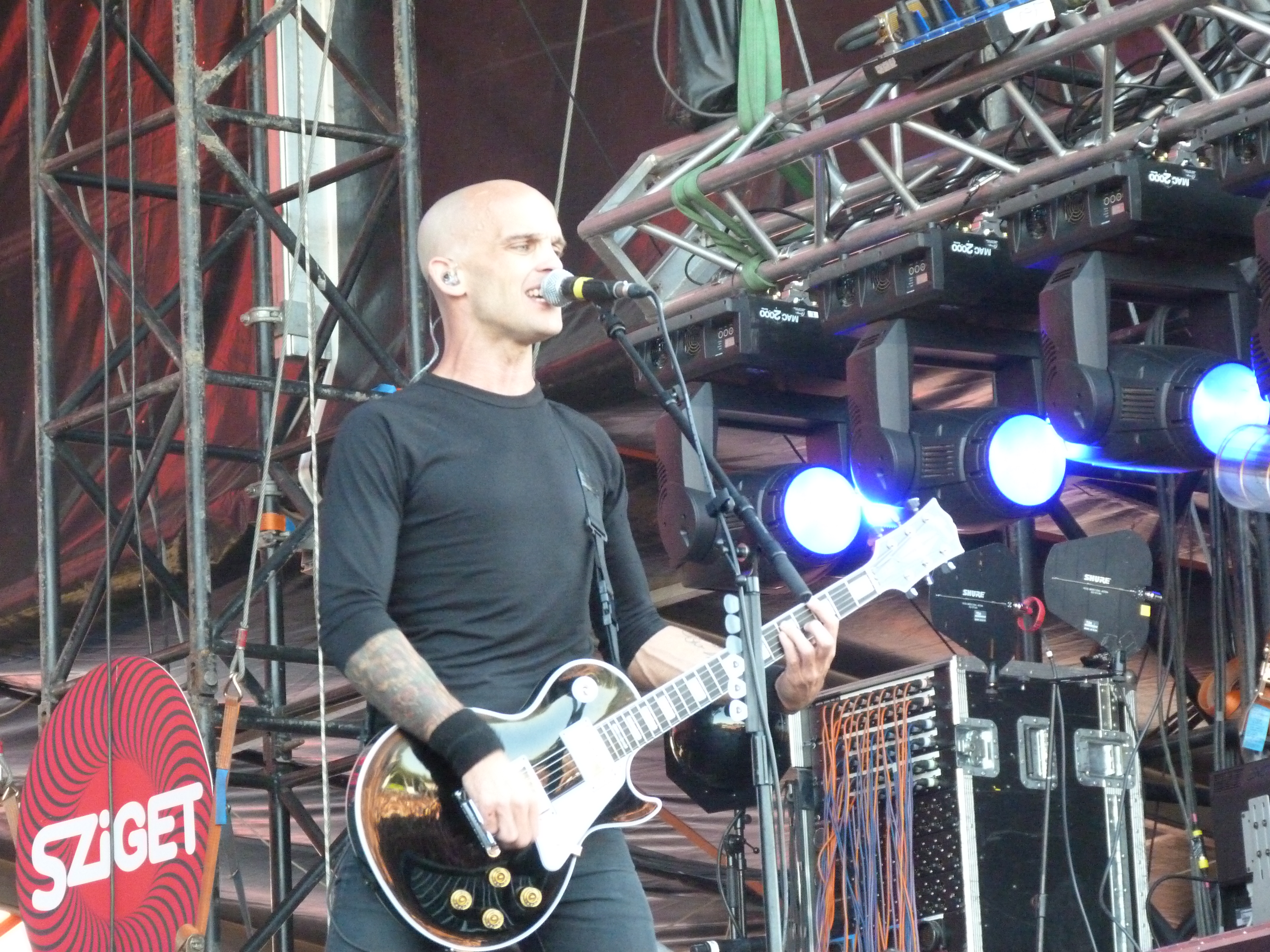
Zach Blair în 2011

### Membri actuali
- Tim McIlrath - voce, chitară (1999-prezent)
- Zach Blair - chitară (2007-prezent)
- Joe Principe - chitară bas, back vocal (1999-prezent)
- Brandon Barnes - baterie (2001-prezent)

### Ex-membri
- Mr. Precision - chitară, back vocal (1999-2001)
- Todd Mohney  - chitară (2002-2004)
- Chris Chasse - chitară, back vocal (2004-2007)
- Toni Tintari - baterie (1999-2000)

## Discografie
Albume de studio
- The Unraveling (2001)
- Revolutions per Minute (2003)
- Siren Song of the Counter Culture (2004)
- The Sufferer & the Witness (2006)
- Appeal to Reason (2008)
- Endgame (2011)

## Premii și nominalizări
| An   | Recipient                             | Premiu                           | Rezultat     |
| ---- | ------------------------------------- | -------------------------------- | ------------ |
| 2006 | "Ready to Fall"                       | MTVu Good Woodie Award           | Nominalizare |
| 2008 | "Rise Against"                        | Rock on Request Award            | Câștigat     |
| 2009 | "Rise Against"                        | Best Animal-Friendly Band (PETA) | Câștigat     |
| 2009 | "Re-Education (Through Labor)"        | MuchMusic Video Award            | Nominalizare |
| 2011 | "Make It Stop (September's Children)" | MTV Video Music Award            | Nominalizare |
| 2012 | "Ballad of Hollis Brown"              | MTV Video Music Award            | Nominalizare |